# Tatort: Bienzle und die schöne Lau
Bienzle und die schöne Lau ist eine Folge der Krimireihe Tatort. Die Erstausstrahlung des vom Süddeutschen Rundfunk produzierten Beitrags fand am 28. März 1993 im Ersten Deutschen Fernsehen statt. Es handelt sich um die 273. Episode der Filmreihe sowie die zweite mit dem Stuttgarter Kommissar Ernst Bienzle. Dieser untersucht den Mord an einem Höhlentaucher auf der Schwäbischen Alb, mit dem er konfrontiert wird, nachdem er einen entflohenen Verbrecher gestellt hat.

## Hintergrund und Roman
Der Film basiert auf Hubys 1985 erschienenem Roman mit demselben Titel. Es handelt sich daher um den ersten Bienzle-Tatort, der einer Romanvorlage folgt. Eine Neuauflage erschien später im Rahmen der Tatort-Autorenreihe bei Weltbild und 2005 bei Fischer. Der Roman unterscheidet sich in wesentlichen Punkten von der Verfilmung. Die parallele Geschichte um den entflohenen Straftäter Selnek findet sich nur im Film, im Roman fährt Bienzle lediglich nach Blaubeuren, um dort Urlaub zu machen.

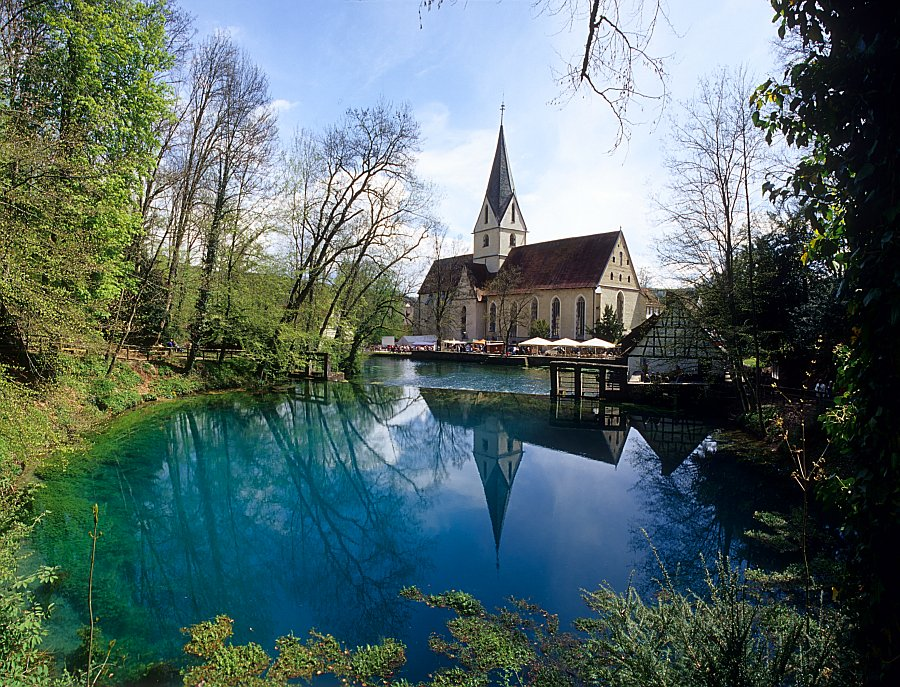
Quelltopf mit Kloster Blaubeuren

Der Film wurde am Originalschauplatz, dem Ort Blaubeuren auf der Schwäbischen Alb, gedreht. Die Quelle Blautopf ist der Einstieg in ein komplexes Höhlensystem und daher auch ein beliebter Ort für Höhlentaucher. Es kam jedoch, was auch im Film thematisiert wird, bereits mehrere Male zu tödlichen Unfällen. Um die Faszination um diese Quelle ranken sich verschiedene Legenden. Sie beziehen sich auf die charakteristische blaue Färbung und die vermeintliche Unmöglichkeit, die genaue Tiefe zu ermitteln. Letzteres sei von einer Nixe, der „schönen Lau“, verhindert worden, die das Bleigewicht gestohlen haben soll.

## Handlung
Ernst Bienzle hat vor, mit seiner Lebensgefährtin Hannelore nach Frankreich in den Urlaub zu fahren, als er erfährt, dass der von ihm überführte und wegen Totschlags verurteilte Selnek aus dem Gefängnis ausgebrochen ist. Daraufhin reist er nach Blaubeuren, den Heimatort des Verbrechers, da er vermutet, ihn dort aufzufinden. In der Zwischenzeit dringt Selnek in die gemeinsame Wohnung von Bienzle und Hannelore ein und zwingt sie, Bienzles Aufenthaltsort zu verraten. Nachdem Selnek die Wohnung verlassen hat, verständigt sie Bienzles Kollegen Gächter und reist mit diesem nach Blaubeuren.
Nach Informationen des Bauern Fritz Laible, der Selnek Unterschlupf gewährt hat, gelingt es Bienzle, diesen zu stellen. Kurz darauf wird Laible beim Höhlentauchen im Blautopf unter Wasser ermordet, woraufhin Bienzle beginnt zu ermitteln. Hannelore erfährt von der zerrütteten Ehe Laibles und seiner attraktiven Frau Vera, die von einem Leben in der Stadt träumt. Sie wird in Anlehnung an die Sagengestalt von den Menschen im Dorf als „schöne Lau“ bezeichnet. Vor dem Tode ihres Mannes hat sie nach einem Streit das gemeinsame Haus verlassen und ist bei Eberhard Laible, ihrem Schwager und ehemaligen Lebensgefährten, untergekommen, der sie noch immer liebt. Nachdem Fritz den Großteil des Erbes nach dem Tod des Vaters bekommen hat, ist die Beziehung zwischen den Brüdern stark angeschlagen. Zudem hat Vera eine Affäre mit Thomas Weinmann, dessen Vater wiederum ein enges Verhältnis mit Fritz Laible gehabt hat.
Nachdem Eberhard von Bienzle von Veras Affäre mit Weinmann erfahren hat, gesteht er Vera, dass er Fritz für sie getötet habe. Als sie entsetzt reagiert, greift er sie an, kann aber von Bienzle gestellt werden. Bei seiner Festnahme erfährt er, dass sein Bruder Fritz aus schlechtem Gewissen das Erbe auf ihn überschrieben hat.

## Rezeption
„Ganz nett, aber auch ein bisschen lau.“

## Zuschauerzahlen
Die Premiere des Films hatte 12,72 Millionen Zuschauer im deutschen Fernsehen. Er gehört damit zu den meistgesehenen Tatort-Folgen der 1990er und 2000er Jahre. Es handelt sich zudem um den Bienzle-Tatort mit den meisten Zuschauern bei der Erstausstrahlung.